# Podtureň (przystanek kolejowy)
Podtureň – przystanek kolejowy na znajdujący się we wsi Podtureň w kraju żylińskim na linii kolejowej nr 180 na Słowacji.